# Tonya Hurley
Pour les articles homonymes, voir Hurley.
Tonya Hurley est une écrivaine américaine et directrice de programme de télévision. Elle est connue pour avoir écrit la série télévisée Totalement jumelles, Mary-Kate and Ashley in Action! et le roman Ghostgirl.
Tonya Hurley est mariée au manager artistique américain Michael Pagnotta et sa sœur jumelle, Tracy Hurley, est l'épouse de Vince Clarke (actuel Erasure et ex-Depeche Mode). Tonya Hurley et Michael Pagnotta ont une fille, Isabelle, née en 2003.
En 2012, Tonya Hurley prépare une trilogie The Blessed dont la publication des trois volets s'échelonnera jusqu'en 2015.

## Filmographie

### Productrice
- 2002 : Best FriEND (court-métrage)
- 2001 : Mary-Kate and Ashley in Action!
- 2001 : Totalement jumelles

### Scénariste
- 2001 : Mary-Kate and Ashley in Action!
- 2001 : Totalement jumelles

### Réalisatrice
- 2002 : Best FriEND (court-métrage)
- 2001 : Baptism of Solitude: A Tribute to Paul Bowles (court-métrage)
- 1999 : Solo-Me-O (court-métrage)

## Œuvre littéraire
- 2008 : Ghostgirl
- 2009 : Ghostgirl: Homecoming
- 2010 : Ghostgirl: Lovesick
- 2012 : The Blessed (trilogie)